# 張立愛
張立愛（1556年—1594年），字子仁，一字伯元，號济轩，直隸保定府祁州深澤縣人，民籍，明朝政治人物、同進士出身。

## 生平
萬曆元年（1573年）順天府鄉試第八十一名。八年會試第二百八十五名，登進士第三甲第一百五十名。都察院觀政，授太平府推官，十五年升南京户部主事。丁憂归乡。十八年复除户部主事，二十一年管理浒墅钞关，二十二年升员外郎，再升郎中，不久卒于任。

## 家族
曾祖父張大華；祖父張進誠；父親張孟陽。母陳氏。